# Вежі Ніна
Вежі Ніна (кит.: 如心廣場) — комплекс двох хмарочосів, у Гонконгу. Висота 80-поверхового будинку становить 318,8 метрів, висота 42-поверхової вежі становить 163,7 метрів. Спочатку висота будинку мала складати 518 метрів і він мав стати найвищим будинком світу, проте через близьке розташування аеропорту Чек Лап Кок висота була зменшена до 318,8 метрів. Тому було прийнято рішення щодо будівництва двох веж. Дві вежі символізують власників компанії Chinachem Group — подружжя Вонгів. Вища — Вежа Тедді символізує Тедді Вонга, котрий був викрадений і потім зниклий безвісти, нижча символізує його дружину Ніну Вонг, котра померла 2007 року. Незважаючи на різні імена веж, комплекс носить назву Вежі Ніна. Будівництво тривало з 2000 по 2007 рік.